# Рокайль (яйце Фаберже)
Великоднє яйце «Рокайльне» — ювелірний виріб, виготовлений у 1902 році фірмою Карла Фаберже на замовлення російського промисловця Олександра Фердинандовича Кельха як великодній подарунок для його дружини Варвари Петрівни Кельх. Є одним із семи яєць Фаберже, що виготовлялись щороку для родини Кельхів з 1898 по 1905 рік.

## Дизайн
Яйце покрите прозорою зеленою емаллю по гільйошованому фону. Декороване накладним ажурним орнаментом в стилі рококо, який утворюють золоті карбовані завитки, платинові квіти з діамантами, пальми з різнокольорового золота, також інкрустовані діамантами. Підтримується з боків трьома золотими ніжками.

### Сюрприз
Сюрприз у формі серця з трьома мініатюрами схожий на сюрприз «Рожево-бузкового» яйця.